# Klemens Sarnicki
Klemens Sarnicki (ur. 31 października 1832 we Lwowie, zm. 8 października 1909 tamże) – bazylianin, teolog, biblista, rektor Uniwersytetu Lwowskiego w roku 1881, poseł-wirylista do Sejmu Krajowego Galicji IV i VI kadencji.

## Życiorys
Był synem Walentego i Katarzyny z Pieczarskich; ochrzczony został w obrządku łacińskim. We Lwowie odebrał wykształcenie elementarne i początki nauki gimnazjalnej. W 1848 wstąpił do lwowskiego łacińskiego seminarium duchownego, lecz został z niego relegowany z powodu posiadania zakazanych przez władze książek, aby zostać duchownym zmienił obrządek i wstąpił w 1850 do greckokatolickiego zakonu bazylianów. Po odbyciu rocznego nowicjatu w Dobromilu został nauczycielem w prowadzonej przez ten zakon szkole ludowej w Buczaczu. W 1853 złożył śluby zakonne, przyjmując imię Klemens. 1 sierpnia 1854 zdał egzamin dojrzałości w gimnazjum w Stanisławowie. W latach 1854–1858  studiował teologię w centralnym seminarium greckokatolickim w Wiedniu, gdzie w 1857 otrzymał święcenia kapłańskie. W 1861 został adiunktem przy Wydziale Teologicznym Uniwersytetu we Lwowie i tam uzyskał doktorat. Pięciokrotnie pełnił funkcję dziekana Wydziału Teologicznego, dwukrotnie był rektorem w latach 1880–1881 i 1889–1890. 1 października 1902 przeszedł na emeryturę. Odznaczony został wówczas Krzyżem Komandorskim Orderu Franciszka Józefa I. Pochowany został na cmentarzu Łyczakowskim we Lwowie.